# Hasard objectif
Le hasard objectif est une notion explorée par André Breton dans trois ouvrages autobiographiques qui forment ainsi une sorte de triptyque : Nadja (1928), Les Vases communicants (1932) et L'Amour fou (1938).

## Définition et discussion
L’expression caractérise les coïncidences troublantes qui intéressèrent André Breton, et tout le mouvement surréaliste, dans les années 1930.
Il ne s’agit donc pas du hasard des scientifiques ni de celui de la logique et de la philosophie, pure contingence dont on ne peut rien retirer, sinon la dimension tragique de l’existence. Breton refusa toujours fermement les explications de la « raison bornée » et les « voies logiques ordinaires», qui videraient ces coïncidences d’un sens possible.
Mais « objectif » insiste cependant sur leur caractère constatable. Il ne s’agit pas d’être happé par le délire d’interprétation ou la folie. Ce caractère "objectif" explique le rôle joué par les photographies insérées dans ces trois livres, sorte de preuves à l’appui de leur récit.
L’adjectif a eu aussi une source politique et philosophique, comme le montre la première occurrence du terme. Dans la seconde partie des Vases communicants, André Breton allègue une « parole d’Engels : « la causalité ne peut être comprise qu’en liaison avec la catégorie du hasard objectif, forme de manifestation de la nécessité». Cette référence à Engels inscrivait en tout cas la démarche de Breton dans le sillon révolutionnaire que le surréalisme a revendiqué.
Enfin, la caractérisation la plus complète en est donnée dans L'Amour fou : le hasard [objectif] « serait la forme de manifestation de la nécessité extérieure qui se fraie un chemin dans l’inconscient humain (pour tenter hardiment d’interpréter et de concilier sur ce point Engels et Freud). »
Tous ces phénomènes doivent alors assimiler Engels et la psychanalyse, alors assez mal connue, en ce qu’ils mettent en jeu le désir, conscient ou non, comme le montre le thème central dans ces trois livres de la rencontre amoureuse.

## Un exemple
Prenons par exemple le passage de Nadja où la jeune femme éponyme, d’abord rencontrée dans la rue, est accompagnée par Breton au jardin des Tuileries. Ils y observent un jet d’eau. Elle compare alors la chute avec la montée de leurs pensées, retombant ensuite ensemble.
Je m’écrie : « Mais, Nadja, comme c’est étrange ! Où prends-tu justement cette image qui se trouve exprimée presque sous la même forme dans un ouvrage que tu ne peux connaître et que je viens de lire ? » (Et je suis amené à lui expliquer qu’elle fait l’objet d’une vignette, en tête du troisième des Dialogues entre Hylas et Philonous, de Berkeley, dans l’édition de 1750, où elle est accompagnée de la légende : « Urge taquas vis sursum eadem flectit que deorsum », qui prend à la fin du livre, au point de vue de la défense de l’attitude idéaliste, une signification capitale).
Une première photographie insérée dans le texte de Nadja va alors montrer, littéralement, un jet d’eau dans le jardin (photographie de Boiffard). Une seconde est la reproduction de la vignette en tête de l’édition, ancienne et datée en effet de 1750.
Le hasard objectif, c’est donc la triple coïncidence suivante : entre le jet d’eau réel qui rappelle la gravure tout juste découverte ; entre la légende rappelée par la vignette et les préoccupations politiques et philosophiques d’André Breton durant ces années là (critique idéaliste et matérialiste) ; et entre la parole spontanée de Nadja qui compare le jet d’eau et les pensées, qu’ils partagent, et ce que déclare à ce sujet un personnage dans le dialogue publié.
Bien sûr, on peut avoir un doute, et suspecter que Breton a lui-même guidé ses pas vers la fontaine en songeant, inconsciemment, à la gravure. Mais il ne l’a pas fait malicieusement (quel serait l’intérêt du récit alors ?). Et il ne pouvait deviner ce que cela suggérerait à la jeune femme qui l’accompagne. « Comme c’est étrange ! », car elle ne peut connaître ce livre que justement il venait de lire.
C’est ce fait, objectivement constatable et attesté, qui produit le hasard objectif. On remarquera que c’est aussi l’état d’esprit de celui qui y fait attention qui compte, sans quoi rien ne serait probablement repéré.

## Destinée ultérieure
En 1935 à Prague, André Breton s’exclamait, enthousiaste : « cette région encore presque inexplorée du hasard objectif est, je crois, à l’heure actuelle, celle qui vaut entre toutes que nous y poursuivions nos recherches.»
Le terme disparaît ensuite de ses écrits et paroles, peut-être à cause de l’erreur commise dans la référence à Engels. Cela ne veut cependant pas dire que l’attention à ces phénomènes particuliers de hasard ait décru en intérêt pour lui.
Dans une conférence donnée à Yale, devant la jeunesse française en exil, en décembre 1942, il l’affirmait fort « Le hasard demeure le grand voile à soulever.»

En 1946, dans un entretien donné à Jeunes Antilles encore :
Le hasard fait l’objet des préoccupations les plus constantes du surréalisme. La méditation sur le hasard a commandé sur le plan plastique, la plus grande partie de l’activité de Marcel Duchamp, d’Arp. J’ai consacré moi-même trois ouvrages (Nadja, les Vases communicants, l'Amour fou) à l’élucidation de certains phénomènes de hasard. Le hasard, ai-je dit, demeure le voile à soulever et j’ai avancé qu’il pourrait être la forme de manifestation de la nécessité extérieure qui se fraie un chemin dans l’inconscient humain.

## Difficulté
La pratique, et l’écriture, du hasard objectif ne sont pas chose aisée. Ils font plonger dans un univers éprouvant et trouble, qui bouleverse dans le quotidien, sans que l’œuvre ne se distingue plus de la vie. Le récit fait dans le chapitre VI de l’Amour fou, lors d’une visite d’André Breton et de sa compagne d’alors au bien nommé Fort-Bloqué, témoigne de la tension négative qui s’impose à qui tente le hasard objectif avec intensité. Les signes peuvent se retourner contre lui, et la dimension de « piège » se révéler nocive.
En 1950 encore, le critique Michel Carrouges pouvait écrire : « nous ne sommes encore qu’à l’aube du hasard objectif, au début d’une immense exploration.» Cette promesse n’aura finalement pas été tenue. Maxime Abolgassemi y voit finalement "une quête courageuse et un peu désespérée de ré-enchanter le monde."

## Le merveilleux
D’autant qu’une autre notion s’est imposée, le merveilleux, qui lui ne s’astreint pas au refus des explications magiques. Et son attrait remonte aux origines du mouvement, puisque dès le Manifeste du surréalisme de 1924, on pouvait lire une déclaration pleine de passion : « le merveilleux est toujours beau, n’importe quel merveilleux est beau, il n’y a même que le merveilleux qui soit beau ».
En 1944-1947, Arcane 17 marque en effet un tournant pour le hasard objectif comme thème littéraire qui, malgré des similitudes thématiques profondes, ferme une époque. Dorénavant, l’aspect magique prendra le dessus dans la sensibilité de Breton.